# Красный Пахарь (Ставропольский край)
Кра́сный Па́харь (также Кра́сный па́харь, Прогре́сс)— хутор в составе Минераловодского городского округа Ставропольского края России.

## География
Расстояние до краевого центра: 130 км.
Расстояние до районного центра: 0 км.

## История
До 2015 года хутор входил в упразднённый Ленинский сельсовет.
В июне 2016 года хутор был подтоплен из-за ливней.

## Население
| 1989 | 2002  | 2010  | 2014  | 2021  |
| ---- | ----- | ----- | ----- | ----- |
| 652  | ↗2679 | ↗3081 | ↗3300 | ↗4182 |

По данным переписи 2002 года, 79 % населения — русские.

## Образование
- Детский сад № 22 "Улыбка"[10]
- Средняя общеобразовательная школа № 14. Открыта в 2013 году[11].

## Религия
- Церковь в честь иконы Божией Матери «Скоропослушница». Чин на основание храма совершён в 2013 году[11].